# Bavaria Cruiser 33
Die Bavaria Cruiser 33 ist eine Seriensegelyacht des deutschen Herstellers Bavaria Yachtbau.
Es gibt zwei Kielversionen. Einen Flachkiel mit 1,65 Meter Tiefgang und die normale Version mit 1,95 Meter Tiefgang.

## Konstruktion
Design und Konstruktion stammen von Design Unlimited.

## Einrichtung
Die Bavaria Cruiser 33 hat zwei Kabinen, eine Nasszelle und ein Cockpit. Das Ruder wird standardmäßig mit einer Radsteuerung ausgeliefert. Am Heck sitzt, wie inzwischen bei allen Cruiser-Modellen, eine Badeplattform, die sich ein- und ausklappen lässt und deren obere Kante so breit ist, dass man beim Steuern auf ihr sitzen kann.

## Einstufung nach deutschem Recht
- Die Segelyacht ist nicht schiffsregisterpflichtig, da sie weniger als 15 m lang ist.
- Die Segelyacht ist nicht binnenschiffsregisterpflichtig, da sie keine 15 m³ verdrängt.